# 特克樸麗魚
特克樸麗魚，為輻鰭魚綱鱸形目隆頭魚亞目慈鯛科的其中一種，該物種分布於非洲特坎那湖流域，體長可達8.6公分，棲息在中底層水域，生活習性不明。